# Blackburn Olympic F.C.
Blackburn Olympic Football Club – angielski klub piłkarski z Blackburn w hrabstwie Lancashire, istniejący w drugiej połowie XIX wieku. Mimo że przetrwał tylko dekadę, zapisał się na stałe na kartach historii angielskiego futbolu. Jako pierwszy klub z północy kraju posiadający w kadrze piłkarzy, którzy należeli do klasy robotniczej, wygrał najważniejsze trofeum w Anglii – puchar kraju. Wcześniej trofeum to wygrywały zespoły bogatych amatorów piłki nożnej z hrabstw południowych, a zwycięstwo Olympic stanowiło punkt zwrotny w przejściu piłki nożnej od rozrywki dla arystokracji do sportu wyczynowego.
Klub założono w 1878 r. i początkowo brał udział w mało znaczących lokalnych rozgrywkach. Dwa lata później zespół po raz pierwszy przystąpił do rozgrywek o Puchar Anglii, a w 1883 r. triumfował w nich po zwycięstwie nad Old Etonians, na stadionie krykietowym Kennington Oval. Zwycięstwo to spowodowało, iż w 1885 r. Związek Piłkarski podjął decyzję o przejściu klubów na zawodowstwo. Blackburn Olympic nie sprostał wyzwaniom finansowym i nie mógł rywalizować z bogatszymi i mającymi więcej kibiców drużynami, dlatego też rozwiązano go w 1889 r.
Większość meczów Olympic rozgrywało na stadionie Hole i'th Wall, którego nazwa pochodziła od znajdującego się w pobliżu pubu. Od 1880 klub występował w jasnoniebieskich koszulkach i w białych spodenkach. Jeden z piłkarzy klubu, James Ward, wystąpił w reprezentacji Anglii. Sześciu innych zagrało w kadrze w późniejszym okresie po zmianie klubu.

## Historia

### Powstanie i wczesne lata

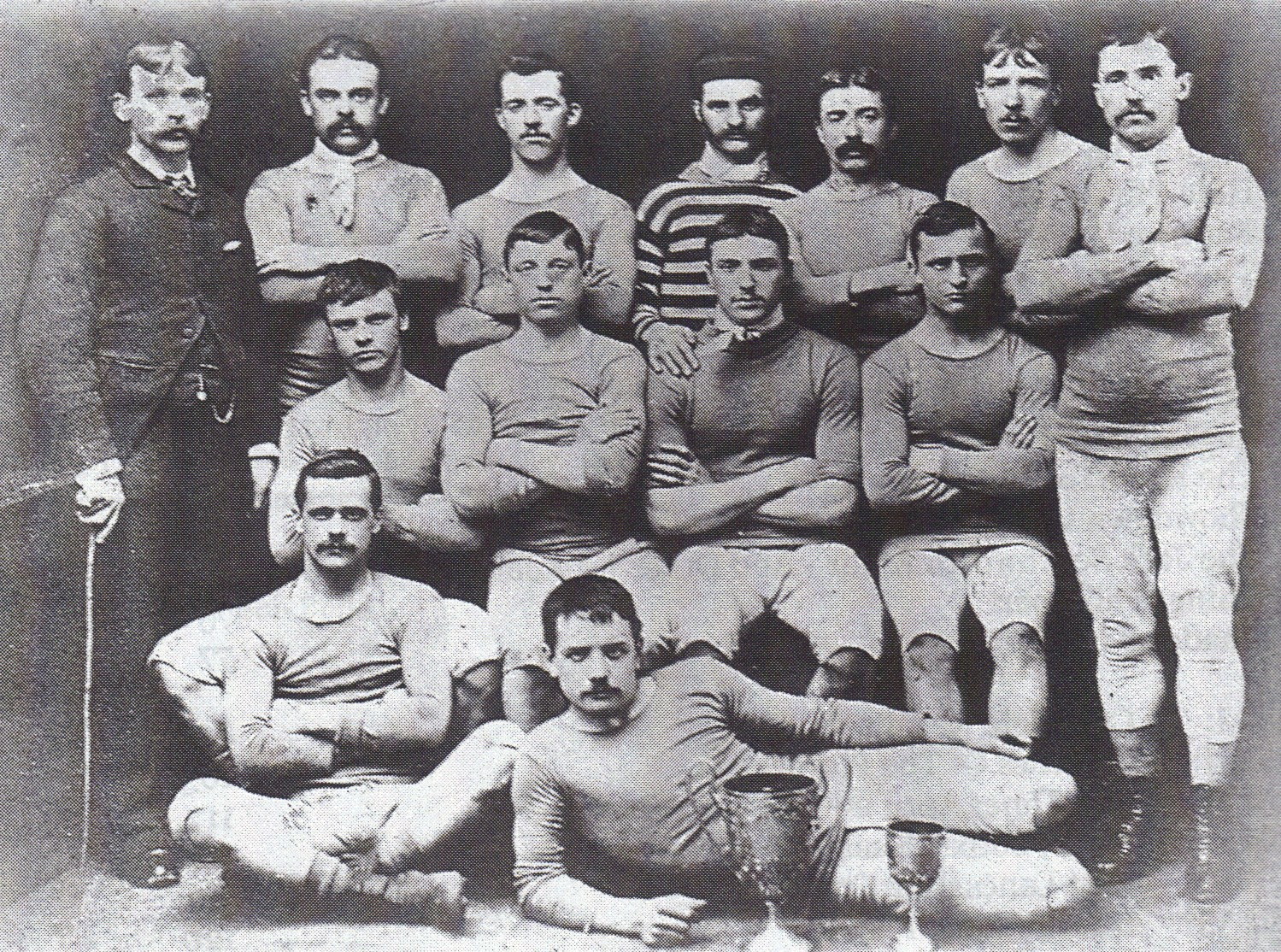
Drużyna Blackburn Olympic w 1882 roku

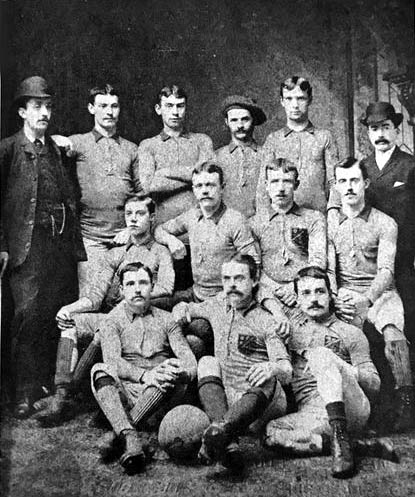
The Light Blues w 1883 roku

Zasady piłki nożnej wprowadzono w latach sześćdziesiątych XIX wieku na południu Anglii. Grały w nią przeważnie zespoły z arystokratycznych szkół publicznych, a także uczniowie i absolwenci uniwersytetów w Oksfordzie oraz Cambridge, jednak już w następnej dekadzie w piłkę zaczęły grać drużyny pochodzące z przemysłowych miast. Blackburn posiadało ponad 10 klubów, z Rovers na czele, powstałym w 1875.
Blackburn Olympic założono w lutym 1878 roku w wyniku połączenia dwóch zespołów – Black Star i James Street. Nazwa Olympic wybrana przez Jamesa Edmondsona, pierwszego skarbnika klubu, pochodzi prawdopodobnie od Olimpii, miejsca starożytnych igrzysk olimpijskich.
Pierwszy mecz klub rozegrał 9 lutego 1878 roku przeciwko lokalnej drużynie St John’s. Miał on charakter towarzyski i zakończył się zwycięstwem Olympic 2:0. W tym samym roku, w kwietniu, zespół przystąpił do rozgrywek o Puchar Livesey United. The Light Blues pokonali St. Mark’s w finale i wygrali turniej. Przez następne dwa sezony zespół organizował kolejne mecze towarzyskie, a także przystąpił do rozgrywek o Puchar Związku Piłkarskiego w Blackburn. Był to turniej lokalnych drużyn zrzeszonych w federacji, która zarządzała piłką nożną w mieście. Olympic wygrało te rozgrywki dwukrotnie w 1879 i 1880 roku, po czym zostały zawieszone, gdyż związek ten został wchłonięty do Federacji Piłki Nożnej hrabstwa Lancashire.
W 1880 roku komitet klubu zdecydował, że zespół powinien startować w kolejnych dwóch turniejach – Pucharze Lancashire oraz Pucharze Anglii (głównym turnieju w kraju). W pierwszym w historii klubu meczu w Pucharze Anglii The Light Blues przegrali z Sheffield 3:4, zaś w kolejnym sezonie ulegli także w pierwszej rundzie, na wyjeździe Darwen. Mimo to reputacja klubu w mieście rosła, a mecze towarzyskie zespół zaczął rozgrywać z drużynami z dalszej części kraju, m.in. z The Wednesday i Nottingham Forest, a także z zespołami ze Szkocji – z Cowlairs czy Hibernians. Wzrost wydatków pokrył Sydney Yates, właściciel lokalnej odlewni żeliwa. Pod koniec sezonu 1881/1882 Olympic pokonało Rovers i zwyciężyło w Pucharze Dobroczynności Wschodniego Lancashire.

### Sukces w Pucharze Anglii

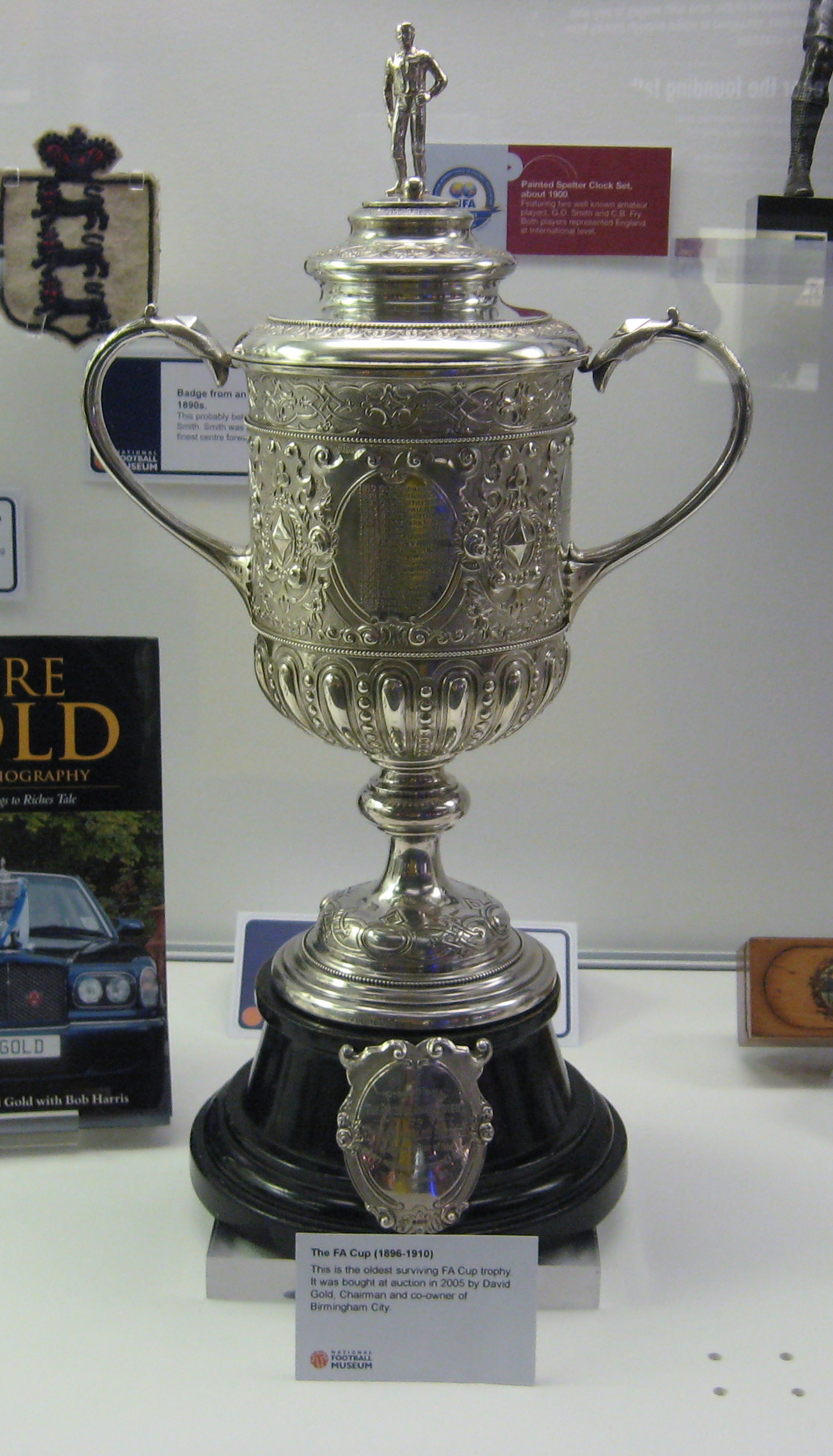
Replika Pucharu, identyczna, jaką zdobyli Olympic w 1883 roku. Oryginał został skradziony w 1895 i nigdy nie odnaleziony.

W rozgrywkach o Puchar Anglii w sezonie 1882/1883 Olympic pokonało cztery kluby z hrabstwa Lancashire: Accrington, Lower Darwen, Darwen Ramblers oraz Church i osiągnęło 5. rundę. The Light Blues wylosowali w niej walijski zespół Druids; Olympic wygrało spotkanie 4:1 i awansowało, po raz pierwszy, do półfinału, gdzie zagrało z drużyną z południowej Anglii – Old Carthusians. The Carthusians to zespół absolwentów szkoły Charterhouse, który już wcześniej – w 1881 roku – zdobył Puchar. Nawet w lokalnych gazetach w Blackburn pisano, iż to właśnie Carthusians są faworytami w meczu z Olympic. Mimo to The Light Blues zwyciężyli 4:0. Półfinał odbył się na Whalley Range w Manchesterze. W finale na Kennington Oval, Olympic mieli zagrać z kolejnym zespołem, który także w przeszłości zdobywał Puchar – z Old Etonians. Etonians pokonali rok wcześniej w finale lokalnego rywala The Light Blues Rovers, pierwszą drużynę z północy kraju, która zagrała w meczu finałowym.
Kilka dni przed decydującym spotkaniem w 1883 roku były reprezentant kraju Jack Hunter, który przyszedł do Olympic rok wcześniej, w roli piłkarza i trenera, zorganizował mecz sparingowy w Blackpool. Takie rozwiązanie było uznawane w futbolu za nowość.
W finale The Etonians objęli prowadzenie tuż przed przerwą po bramce Harry’ego Goodharta, jednak Arthur Matthews wyrównał w drugiej połowie. Wkrótce Arthur Dunn z Etonians został kontuzjowany i zmuszony do zejścia z boiska. W efekcie drużyna z Południa kończyła mecz w dziesiątkę. Po 90 minutach było 1:1 więc rozegrano 30-minutową dogrywkę, w której John Rawlinson zdobył zwycięską bramkę dla Olympic. Po powrocie zespołu do Blackburn gracze wzięli udział w radosnej paradzie, na której kapitan drużyny Albert Warburton powiedział, że miejsce Pucharu jest w Blackburn i już nigdy nie powróci on do Londynu.
Na południu kraju zwycięstwo Olympic nad jedną z najlepszych drużyn tamtych lat spowodowało konsternację. Angielski Związek Piłkarski wprowadził zakaz wypłacania wynagrodzeń dla piłkarzy. Pomimo tego kluby klasy robotniczej, szczególnie te z Lancashire, były podejrzewane o potajemne wynagradzanie swoich piłkarzy. Dziennikarze i zarządy klubów z Południa poparły pomysł Angielskiej Federacji, by dokładnie zbadać sytuację finansową klubów z Północy. W przypadku Olympic skupiono się szczególnie na wyjeździe do Blackpool, sugerując, że gracze nie mogliby dostać dłuższego urlopu, więc musieli być dodatkowo opłacani. Ostatecznie klub z Blackburn nie poniósł konsekwencji, chociaż ukarano inne zespoły, w tym Preston, które wyrzucono z rozgrywek. W efekcie kluby z północy kraju podjęły nieudaną próbę oderwania się od Federacji Angielskiej i założenia własnych, konkurencyjnych rozgrywek.

#### Wyniki Olympic w 12. edycji Pucharu Anglii

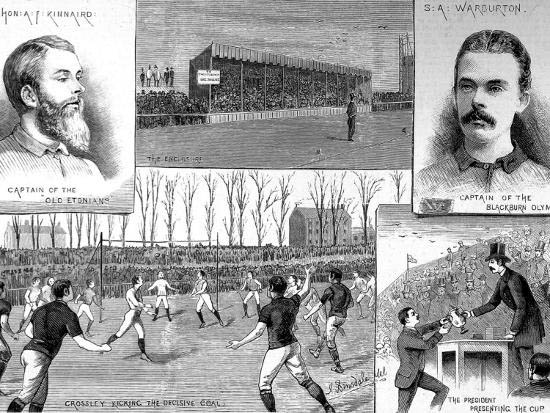
Ilustracja przedstawiająca finał Pucharu Anglii z 1883 roku pomiędzy Olympic a Old Etonians

| Runda    | Data       | Przeciwnik      | Wynik | Miejsce                   |
| -------- | ---------- | --------------- | ----- | ------------------------- |
| 1.       | 4.11.1882  | Accrington      | 6:3   | Hole i'th Wall, Blackburn |
| 2.       | 9.12.1882  | Lower Darwen    | 8:1   | Hole i’th Wall, Blackburn |
| 3.       | 16.12.1882 | Darwen Ramblers | 8:0   | Hole i’th Wall, Blackburn |
| 4.       | 3.02.1883  | Church          | 2:0   | Hole i’th Wall, Blackburn |
| 5.       | 24.02.1883 | Druids          | 4:1   | Hole i’th Wall, Blackburn |
| Półfinał | 17.03.1883 | Old Carthusians | 4:0   | Whalley Range, Manchester |
| Finał    | 31.03.1883 | Old Etonians    | 2:1   | Kennington Oval, Londyn   |

### Upadek klubu

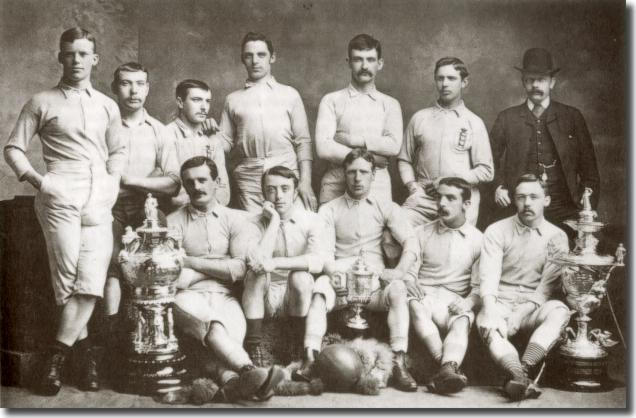
Lokalni rywale Olympic, Blackburn Rovers, po raz pierwszy sięgnęli po Puchar w 1884 roku

W następnym sezonie Olympic ponownie dotarło do półfinału, podobnie jak ich lokalny rywal Rovers. The Light Blues wylosowali szkocki Queen’s Park. W drugim półfinale Rovers zagrali z Notts Country, więc w finale mogły spotkać się dwie drużyny z Blackburn. Olympic przegrało jednak z zespołem ze Szkocji 0:4. Po meczu klub z Lancashire złożył apelację po tym, jak jeden z kibiców wdarł się na murawę. Ostatecznie została ona odrzucona. Rovers w finale na Kennington Oval pokonali Queens Park 2:1.
Klub nigdy nie powtórzył sukcesu z 1883 roku. W sezonie 1884/85 przegrał w drugiej rundzie z Rovers, które stawało się przodującą drużyną w mieście, wygrywając Puchar Anglii po raz drugi z rzędu. W 1885 roku The Football Association zalegalizowało zawodowstwo. W konsekwencji klubom takim jak Olympic trudno było znaleźć sponsorów i przyciągnąć na stadion kibiców. The Light Blues nie byli w stanie rywalizować z zawodowym lokalnym rywalem Rovers, gdyż nie mogli sprostać oczekiwaniom zawodników, a zawodowe kluby oferowały o wiele wyższe płace. W 1886 roku klub został zmuszony do zredukowania pensji piłkarzy. W efekcie wielu kluczowych zawodników odeszło do zamożniejszych zespołów.
The Football League, pierwsza piłkarska liga na świecie, założona została w 1888 przez kluby z Midlands i północy kraju. Prezes Aston Villi William McGregor wprowadził zasadę, że do ligi może wstąpić jeden klub z każdego miasta. W przypadku Blackburn wybór padł na Rovers. Zespoły, które nie zostały zaproszone do Football League, w tym Blackburn Olympic, stworzyły własne rozgrywki, jednak małe zainteresowanie ze strony kibiców spowodowało ich rozwiązanie pod koniec sezonu 1888/1889. Obarczony długami klub ogłosił w 1889, że wszyscy zawodowi piłkarze są zwolnieni ze swoich kontraktów z efektem natychmiastowym i że odtąd klub zatrudniać będzie jedynie amatorskich graczy. W efekcie w tym samym roku Blackburn Olympic został rozwiązany. Ostatni mecz The Light Blues to wyjazdowa porażka z Evertonem.

## Stadiony i kibice

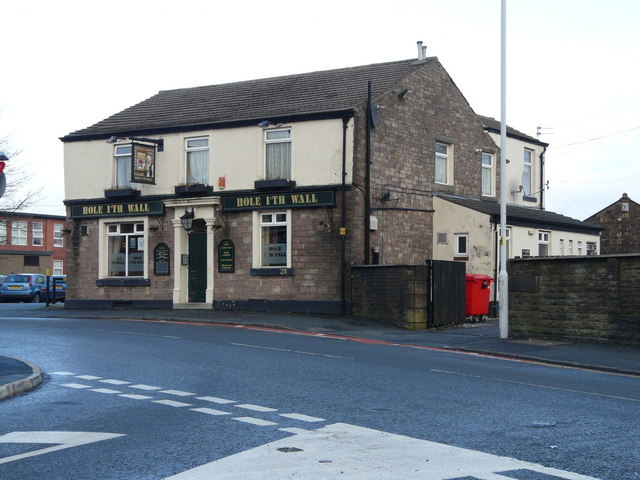
Widok na pub Hole i’th Wall, od którego stadion klubu zaczerpnął nazwę

Pierwszy mecz Olympic odbył się na boisku usytuowanym poza miastem w Higher Oozebooth, którego właścicielem był krykietowy klub z Blackburn. Przez pierwsze osiemnaście miesięcy drużyna rozgrywała swoje mecze w różnych miejscach miasta. W 1879 roku zarząd klubu wynajął tereny w pobliżu pubu Hole-i'-th-Wall na wzgórzu Shear Brow, których wcześniejszym właścicielem był inny zespół z tego miasta – Queens Own.
Początkowo boisko miało kiepską nawierzchnię, ale w 1880 roku zostało osuszone. Warunki do oglądania spotkań w tamtych latach stały na niskim poziomie, a kibice oglądali mecze stojąc przy linii końcowej boiska. W 1881 roku zbudowano trybunę za jedną z bramek, ale wkrótce została ona zniszczona przez burzę; nową trybunę dostawiono wzdłuż dłuższej linii końcowej boiska. Rekord frekwencji na stadionie Olympic to 10 000 widzów w meczu przeciwko Preston w 1884 roku, ale jej średnia wahała się między 1000 a 2000 kibiców. Po rozwiązaniu klubu z boiska korzystała drużyna Blackburn Railway Clerks Club. Obecnie tereny, na których się znajduje, należą do koledżu St Mary’s.

## Barwy klubu
Na początku istnienia klubu gracze Olympic nosili zazwyczaj koszule w kolorze fuksji. Zasady dotyczące strojów w tamtych czasach nie zmuszały piłkarzy do noszenia jednolitych barw. Obrońca The Light Blues Tommy Gibson zakładał koszulkę w kolorze bursztynowym z czarnymi poprzecznymi pasami, potem taki strój nosił jego kolega z drużyny Alf Astley. Kiedy klub przystąpił do rozgrywek o Puchar Anglii w 1880, wszyscy piłkarze musieli mieć stroje w tych samych barwach, więc wybrano kombinację jasnoniebieskich koszulek i białych spodenek. Gdy stroje Olympic kolidowały ze strojami drużyny przeciwnej, The Light Blues zakładali ciemnoniebieskie koszulki.
Klub nie posiadał swojego herbu, jednak niektórzy piłkarze przyszywali własnoręcznie herby związku Lancashire, gdy reprezentowali hrabstwo w meczach z drużynami z innych części kraju; widoczne jest to między innymi na fotografiach przedstawiających triumfujący zespół z 1883 roku.

## Piłkarze

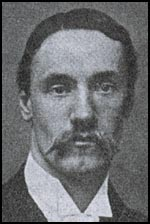
Jack Southworth wystąpił w narodowej reprezentacji po odejściu z Olympic

Zwycięska drużyna z 1883 roku składała się wyłącznie z piłkarzy urodzonych w Anglii. Był to pierwszy tego typu przypadek w jedenastoletniej wówczas historii tych rozgrywek. Zestawienie wyglądało następująco:
| Pozycja    | Piłkarz(e)                                                                |
| ---------- | ------------------------------------------------------------------------- |
| Bramkarz   | Thomas Hacking                                                            |
| Obrońcy    | James Ward, Albert Warburton                                              |
| Pomocnicy  | Tommy Gibson, Jack Hunter, William Astley                                 |
| Napastnicy | Tommy Dewhurst, Arthur Matthews, George Wilson, Jimmy Costley, John Yates |

James Ward był jedynym piłkarzem Olympic, który wystąpił w narodowej reprezentacji Anglii. Zaliczył jeden występ przeciwko Walii w 1885 roku. Tommy Dewhurst został wybrany do narodowego zespołu w 1884, ale został z niego usunięty po tym jak wdał się w bójkę podczas jednego z meczów z piłkarzem drużyny Northwich Victoria. Sześciu innych piłkarzy Olympic wystąpiło w reprezentacji w późniejszym okresie nie będąc już w zespole The Light Blues. Byli to Joe Beverley, Edgar Chadwick, Jack Hunter, Jack Southworth, William Townley i John Yates.

## Sztab szkoleniowy i zarząd klubu
Pojęcie menedżera piłkarskiego nie było znane w XIX wieku, chociaż współczesne źródła identyfikują Jacka Huntera jako menedżera Olympic. Hunter był odpowiedzialny za treningi zespołu, jednak w późniejszym okresie zajmował się wyszukiwaniem amatorskich piłkarzy dla klubu. Sydney Yates zajmował stanowisko prezydenta klubu, zaś jego brat Fred był przewodniczącym zarządu. Stanowisko sekretarza piastował Bill Bramham.

## Sukcesy
- Puchar Anglii:
  - Zdobywca (1): 1882/1883
- Puchar Dobroczynności Wschodniego Lancashire:
  - Zdobywca (1): 1881/1882
- Puchar Związku Piłkarskiego w Blackburn:
  - Zdobywca (2): 1878/1879, 1979/1880
- Puchar Livesey United:
  - Zdobywca (1): 1877/1888

Jedyny turniej, w którym klub wystąpił, ale nie odniósł sukcesu to Puchar hrabstwa Lancashire.

## Rywalizacja w mieście
Głównym rywalem Olympic był Blackburn Rovers. Pierwszy mecz między obydwoma klubami miał miejsce w lutym 1879 i zakończył się zwycięstwem The Light Blues 3:1. Drużyny zagrały ze sobą w sumie czterdzieści razy, ale tylko sześć z nich wygrał Blackburn Olympic. Rywalizacja stała się szczególnie silna we wrześniu 1884, kiedy to obydwa kluby oskarżały się wzajemnie o nielegalne sprowadzanie najlepszych piłkarzy. W efekcie sekretarz Rovers wysłał do lokalnego rywala telegram, w którym poinformował, że w sezonie 1884/85 Rovers nie zagrają żadnego meczu z Olympic. Jednak już w grudniu 1884 obydwa kluby trafiły na siebie w rozgrywkach o Puchar Anglii. Ostatnie spotkanie derbowe rozegrano w lutym 1889 roku i miało ono charakter charytatywny; Rovers wygrali 6:1. Mimo że dochody z tego meczu miały być rozdzielone między obydwa kluby, zarząd Blackburn Rovers podjął decyzję o przyznaniu swojej części dochodów znajdującemu się w trudnej sytuacji finansowej sąsiadowi.

## Blackburn Olympic w XXI wieku
W 1959 roku powstał amatorski klub o nazwie Blackburn Olympic, niemający żadnego powiązania z dziewiętnastowiecznym zespołem. Aktualnie występuje w lokalnej lidze w Blackburn – Blackburn & District Football Combination. Drużyna rozgrywa swoje mecze na boisku przy Tower Road w Blackburn.